# Josep Maria Llompart
Josep Maria Llompart (* 23. Mai 1925 in Palma; † 28. Januar 1993 ebenda) war ein spanischer Dichter katalanischer Sprache, Romanist und Katalanist.

## Leben und Werk
Llompart lebte von 1926 bis 1930 mit seiner Familie in Galicien. Von 1956 bis 1961 war er mit Camilo José Cela Redakteur der Zeitschrift Papeles de Son Armadans, dann Lektor des Verlagshauses Editorial Moll. Von 1969 bis 1972 und von 1987 bis 1991 lehrte er katalanische Literatur an der Universität der Balearen in Palma de Mallorca.
Llompart war von 1983 bis 1987 Präsident der Vereinigung der Schriftsteller katalanischer Sprache. Er war Mitglied des Institut d’Estudis Catalans (1985) und mehrerer weiterer kultureller Vereinigungen Kataloniens. Er erhielt 1982 den Creu-de-Sant-Jordi-Preis. In Palma de Mallorca trägt ein Gymnasium (IES) seinen Namen.
Llompart war verheiratet mit der Katalanistin Encarnació Viñas Olivella (1919–2003).

## Werke

### Dichtung (Auswahl)
- La cançó en la nit. 50 poemes, hrsg. von Pere Rosselló Bover, Barcelona 1993
- Poesia completa, hrsg. von Gabriel Janer Manila und Cèlia Riba, Barcelona 2000
- Antologia poètica = Antología poética, hrsg. von  Cèlia Riba, Madrid 2003 (katalanisch und spanisch)
- Au fond de ton regard, je devine la faux = En el fons de l'esguard, t'endevino la dalla, hrsg. von Encarnació Viñas und Cèlia Riba, Péronnas 2003

### Romanistik
- La literatura moderna a les Balears, Palma de Mallorca 1964, 1989
- Poesía y paisaje. El tema de la "Costa Brava" en los poetas mallorquines, Palma de Mallorca 1970
- Literatura mallorquina contemporánea, in: Historia de Mallorca 4. Suplementos, hrsg. von Josep Mascaró Pasarius, Palma de Mallorca 1973, S. 389–490
- (Hrsg. und Übersetzer aus dem Galicischen) Quinze poetes gallecs, Palma de Mallorca 1976
- Retòrica i Poètica, 2 Bde., Palma de Mallorca 1982
- (Hrsg.) Poesía galaico-portuguesa. Antología del segle XII al XIX, Barcelona 1984
- (Hrsg.) Poesia gallega, portuguesa i brasilera moderna. Antologia, Barcelona 1988
- Països Catalans? I altres reflexions, Palma de Mallorca 1991
- La narrativa a les Illes Balears, Mallorca 1992
- (mit Antònia Vicens) Vocabulari privat, Barcelona 1993
- Els Nostres escriptors, hrsg. von Maria Antònia Perelló Femenia, Palma de Mallorca 1996
- El llac i la flama. Apunts sobre la poesia contemporània a Mallorca, hrsg. von Maria Antònia Perelló Femenia, Palma de Mallorca 1998
- Paisatges poètics del romanticisme al noucentisme, hrsg. von Maria Antònia Perelló Femenia, Palma de Mallorca 2003
- Articles i traduccions a Papeles de Son Armadans (1956-1961), hrsg. von Pilar Arnau i Segarra, Barcelona 2007